# Charles Marc-René de Voyer de Paulmy d'Argenson
Charles Marc-René de Voyer de Paulmy d'Argenson (Boulogne-sur-Seine, 20 avril 1796 - Paris, 31 juillet 1862 ; nom d'usage : René), marquis d'Argenson, a été un archéologue et homme politique français.

## Biographie
Charles, fils de Marc-René de Voyer de Paulmy d'Argenson (1771-1842) et de Sophie de Rosen-Kleinroop, est né à Boulogne-sur-Seine le 20 avril 1796.
Sa carrière politique commence pendant la Monarchie de Juillet. Il est membre du conseil général de la Vienne pour le canton de Dangé-Saint-Romain, où se trouve son château des Ormes, pendant six ans, mais en est expulsé en 1840, à cause de ses idées progressistes et de ses liens avec l'opposition.
En 1848, il se présente à la députation dans la Vienne, mais n'est pas élu. Il se retire alors de la vie politique.
Il est un membre actif de la Société Archéologique de Touraine et de la Société des Antiquaires de l'Ouest, et publie plusieurs rapports et articles pour ces institutions. Il collabore à la préparation des archives du congrès scientifique de Tours en 1847.
Il s'est par ailleurs intéressé aux manuscrits de son arrière-grand-oncle Marc Pierre de Voyer de Paulmy d'Argenson, ministre des affaires étrangères sous Louis XV, qu'il publie entre 1825 et 1858. (2 volumes, 1845).
Il a également écrit un essai sur les nationalités en Europe, accompagné de cartes.
Les archives de Charles Marc-René d'Argenson et de sa famille sont conservées à la bibliothèque universitaire de Poitiers (fonds Archives d'Argenson).

### Œuvres
- Mémoires du Marquis d' Argenson, avec une notice sur la vie et les ouvrages de l'auteur, Paris, Baudouin frères, 1825.
- Discours et opinions de mon père, M. Voyer d'Argenson, Paris, 1845.
- Des Nationalités européennes, avec deux cartes indiquant la division des peuples suivant les langues parlées et les religions, Paris, E. Dentu, 1859.

### Mariage et descendance
Charles Marc René d'Argenson épouse en 1821 Anne-Marie Faure, fille de Mathieu Faure, conseiller-général et député de la Charente inférieure, et de Marianne Henriette Aymé Delamain. Elle meurt au château des Ormes le 7 décembre 1872. Tous deux ont cinq enfants :
- Laure de Voyer de Paulmy d'Argenson (1824-1852), mariée en 1845 avec William Enguerrand Randon de Pully, propriétaire au château de Puygirault, conseiller général de la Vienne pour le canton de Saint-Savin (1821-1892), dont deux fils morts sans postérité ;
- Aline de Voyer de Paulmy d'Argenson (1826-1899), mariée en 1845 avec Rodolphe Auguste Louis Maurice, comte d'Ornano, préfet, député, vive-président du conseil-général de l'Yonne, chambellan de l'Empereur Napoléon III, commandeur de la Légion d'honneur, (1817-1865), fils du maréchal d'Ornano et de Marie Walewska ;
- Amélie de Voyer de Paulmy d'Argenson (1828-1917), mariée en 1852 avec Jules, comte de Clervaux  adjoint au maire de Saintes, auteur de travaux historiques (1816-1881) ;
- Marie de Voyer de Paulmy d'Argenson (1833-1924), mariée en 1861 avec Léon Calmer (1830-1896) ;
- Marc René de Voyer de Paulmy d'Argenson  maire des Ormes, conseiller-général du canton de Dangé-Saint-Romain, auditeur au Conseil d'État (1836-1897), marié en 1875 avec Marie Elisabeth Charlotte Antoinette d'Argout (1847-1877), fille de Louis Jean Maurice Gaston Charles, comte d'Argout et d'Augusta Elisa Clairet, petite fille d'Antoine Maurice Apollinaire d'Argout, dont deux fils, René d'Argenson (1875-1931) et Pierre d'Argenson (1877-1915)[4].

### Pages connexes
- Famille de Voyer de Paulmy d'Argenson
- Château des Ormes